# Marine Raiders
Les Marine Raiders formaient une branche d'infanterie légère de l'United States Marine Corps, pendant la Seconde Guerre mondiale, hautement entraînée et spécialisée à mener des opérations derrière les lignes ennemies, particulièrement à bord de canots pneumatiques. Ils sont généralement considérés comme étant les premières forces spéciales des États-Unis. Ils formèrent d'abord un bataillon créé en février 1942, puis dès mars 1943 un régiment qui fut finalement dissout en février 1944. Le recrutement s'opérait par le biais de Marines volontaires et triés sur le volet.

## Histoire
Les Marine Raiders furent regroupés en 4 bataillons (le 1st Raider Battalion, le 2nd Raider Battalion, le 3rd Raider Battalion et le 4th Raider Battalion) qui formaient le 1st Raider Regiment.

### Seconde Guerre Mondiale
Le 1st Raider Battalion, puis le 2nd Raider Battalion après que celui-ci eut mené de son côté le raid de Makin, combattirent durant la campagne de Guadalcanal. Le régiment entier participa par la suite à la campagne des îles Salomon, le 1st Raider Battalion et le 4th Raider Battalion en Nouvelle-Géorgie, le 2nd Raider Battalion et le 3rd Raider Battalion sur Bougainville.

### Dissolution du régiment
La guerre du Pacifique entrait début 1944 dans une phase de grands assauts amphibies sur des îles solidement et densément fortifiées par les Japonais, ce qui ne nécessitait voire ne permettait plus l'existence de commandos ou de petites unités d'assaut d'infanterie légère capables d'opérer derrière les lignes ennemies selon l'état-major américain, qui a alors décidé de la désactivation du régiment.
Par ailleurs, il a été argué du fait que l'existence d'unités d'élite telles que les Marine Raiders (à l'instar des Paramarines) au sein de l'United States Marine Corps, qui était lui-même considéré à l'époque comme un corps d'élite, nuisait à l'image de prestige du reste des Marines.
La plupart des Marine Raiders furent réassignés en février 1944 au 4e régiment de Marines qui venait d'être récemment reformé, après avoir été détruit consécutivement aux défaites américaines de Corregidor et de Bataan en 1942, et participèrent aux combats sur Guam puis, rattachés à la 6e division des Marines nouvellement créée, à la bataille d'Okinawa.
Une autre partie d'entre eux furent réassignés à la 5e division des Marines et se battirent sur Iwo Jima.
Michael Strank, un des six hommes immortalisés par Joe Rosenthal sur la photographie Raising the Flag on Iwo Jima, était à ce titre par exemple un Raider vétéran qui avait combattu sur Bougainville.
Sur le total des 82 Medal of Honor attribuées aux Marines durant la Seconde Guerre Mondiale, 8 furent octroyées à d'anciens Marine Raiders, que ce soit sous les couleurs du 1st Raider Regiment ou lors de leurs assignations dans d'autres unités après qu'il fut dissout.

### Depuis 2014
Le terme de Marine Raiders a été repris à partir de 2014 pour désigner les unités de l'United States Marine Corps Forces Special Operations Command. Cependant, ces unités n'ont pas de lignée officielle avec les Raiders de la Seconde Guerre mondiale, l'héritage de ceux-ci demeurant au sein du 4e régiment de Marines .

## Galerie

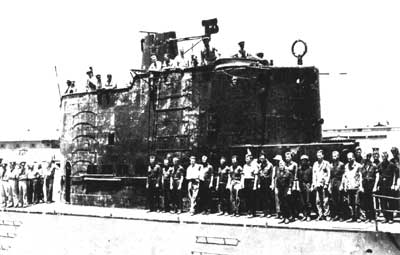
Raiders à bord de l'USS Nautilus de retour sur Hawaï le 26 août 1942, après avoir mené le raid de Makin
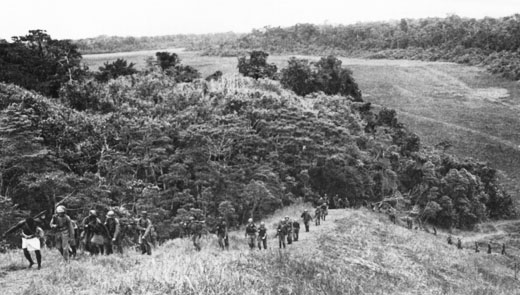
La Carlson's patrol sur Guadalcanal en novembre 1942
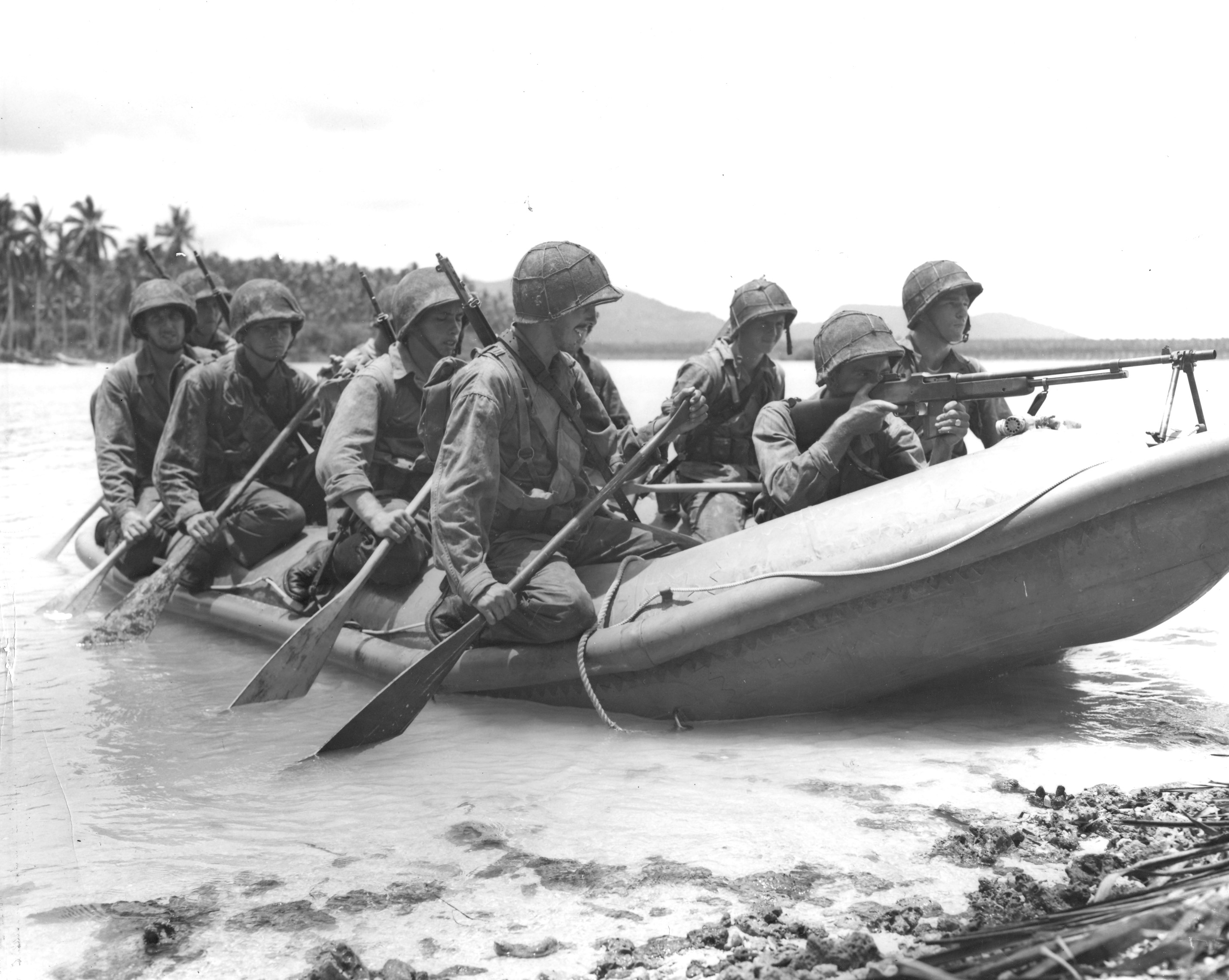
Débarquement sur Pavuvu dans les îles Salomon à bord d'un canot pneumatique en février 1943
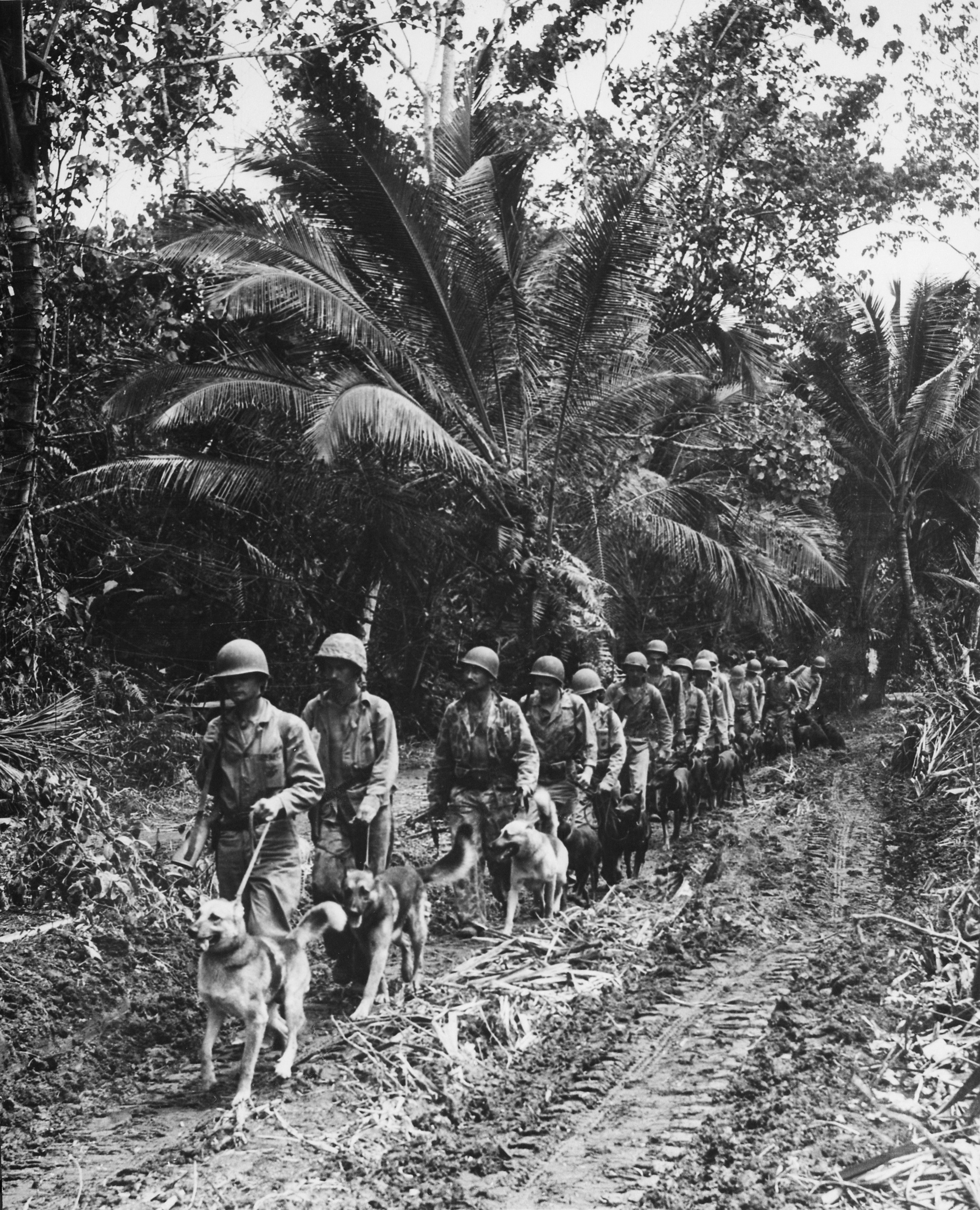
Une section de Raiders et leurs chiens de guerre sur Bougainville en novembre/décembre 1943
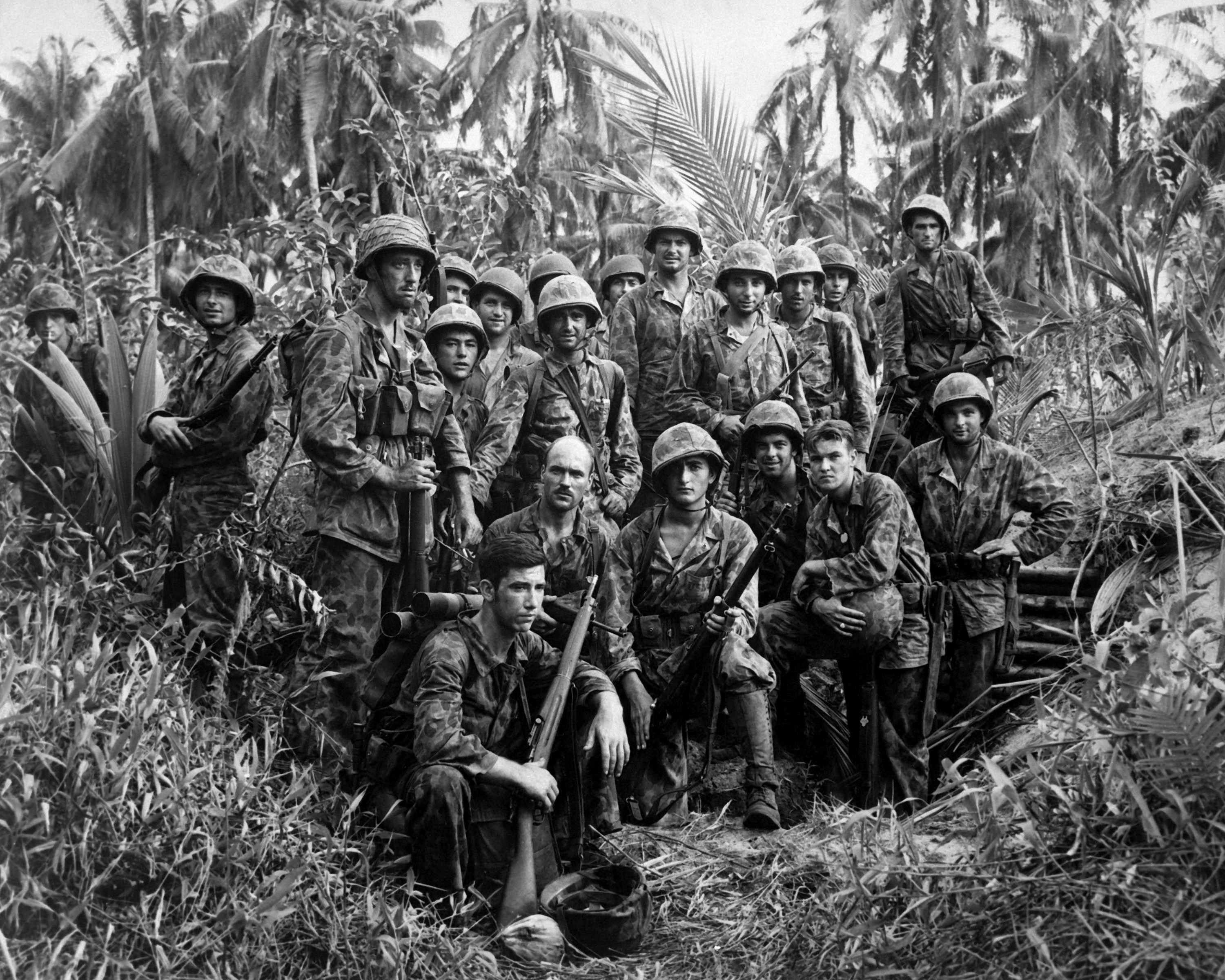
Des Marine Raiders sur Bougainville en janvier 1944

## Culture Populaire
- Le jeu vidéo Medal of Honor : Batailles du Pacifique met en scène les Marines Raiders.
- La campagne américaine du jeu Call of Duty: World at War met également en scène les Marines Raiders.